# Согласие (Ульяновская область)
Согласие — исчезнувший посёлок Николо-Черемшанского района Ульяновской области РСФСР, существовавший до 1955 года. Затоплено Куйбышевским водохранилищем. С 1956 года остатка деревни — остров Согласия, на территории Мелекесского района.

## География
Посёлок находился на расстоянии до г. Самары 144 км, до Мелекесса — 56 км, до волостного центра — 16 км, до с. Бирля — 4 км.

## История
Посёлок основан Бирлинцами во времена НЭПа.
На 1928 год артель «Согласие» была в составе Лысогорского с/с Черемшанской волости Мелекесского уезда Самарской губернии, в который входили: артель «Согласие», пос. Лысая Гора, пос. «Камелик», пос. Поликаровка, пос. «Борки» и пос. Алексеевка.
В 1928—1929 и 1935—1956 годах посёлок входил в состав Николо-Черемшанского района. В 1929—1935 годах — в Мелекесском районе.
С 14 мая 1928 году — Ульяновского округа Средне-Волжской области.
С 29 октября 1929 года — Средне-Волжского края, с 30 июля 1930 года — Куйбышевского края и с 1936 года — Куйбышевской области.
В 1931 году артель «Согласие» вошла в колхоз им. Дзержинского (с. Бирля).
С 19 января 1943 года в составе Ульяновской области.
7 июля 1953 года, ввиду предстоящего затопления Куйбышевским водохранилищем, Лысогорский сельсовет был упразднён.
2 ноября 1956 года Николо-Черемшанский район был упразднён, а его территория вошла в состав Мелекесского района Ульяновской области.
С устройством Куйбышевского водохранилища в 1955 году в село Бирля переселились жители посёлка. А из остатка земли образовался остров Согласия, омываемый рекой Большой Черемшан (Черемшанский залив).
Ныне, с 2007 года, на острове Согласия проходят ежегодные межрегиональные соревнования  «Остров отважных».

## Население
- На 1928 год — в 13 дворах жило: 30 муж. и 29 жен. (59 чел.)[3];